# Конституция Республики Башкортостан
Конституция Республики Башкортостан (баш. Башҡортостан Республикаһы Конституцияһы) — основной закон Республики Башкортостан в составе Российской Федерации.
Принята 24 декабря 1993 г. за № ВС-22/15. С изменениями от 3 ноября 2000 г., 3 декабря 2002 г., 15 июня 2006 г., 28 июня 2012 г., 4 марта 2014 г., 1 октября 2021 г.

## История

### Конституция Первой Башкирской Республики

Флаг Республики Башкортостан

Разработка конституционных основ Башкортостана была сложной и прошла несколько этапов. Первоначально правовой основой в Башкортостане служило неписаное конституционное законодательство республики: фарман № 2 Башкирского центрального шуро от 15 ноября 1917 года, постановления Учредительного Курултая Башкурдистана, «Положение об автономии Малой Башкирии», «Проект положения об автономном управлении Малой Башкирии», «Соглашение центральной Советской власти с Башкирским Правительством о Советской Автономной Башкирии» и другие.
8—20 декабря 1917 года III Всебашкирский учредительный курултай утвердил автономию Башкурдистана и выработал основные положения его Конституции. В одном из резолюций съезда указывалось, что 

«1) Российская республика состоит из союза (Федерации) автономных национальностей и окраин. Башкурдистан входит в состав России как один из национально-территориальных штатов.
2) Все штаты Федеративной России равны в политических и других правах, также и Башкурдистан.
3) Союзная власть состоит из союзной палаты с равным количеством представителей от каждого штата, союзного правительства и союзного суда. Ни одна из национальностей и ни один из штатов, сколько бы они ни были велики по численности населения, не могут иметь представителей в составе союзного правительства более одной трети сего правительства»—  Резолюции об общероссийской федерации и отношении Башкурдистана к этой федерации
Временный Революционный Совет Башкортостана разработал «Проект положения автономии советского Башкортостана», который был представлен в Наркомнац РСФСР, но не был утверждён. Первый пункт гласил: «Автономный Башкурдистан входит в состав России, как один из федеративных соединённых штатов». Согласно проекту высшими органами власти в автономии признавался съезд Советов Башкортостана, а органами власти на местах — кантонные, волостные и сельские Советы.
Второй этап разработки законодательства проходил с заключения Соглашения между Башкирским правительством и центральными органами советской власти 20 марта 1919 года, его дополнениями в постановлениях ВЦИК и СНК РСФСР от 19 мая 1920 года «О государственном устройстве Автономной Советской Башкирской Республики», декретом ВЦИК от 14 июня 1922 года и др. Эти правовые акты составили неписаную конституцию Башкирской Советской Республики, которой придерживались до принятия писаной конституции. В. И. Ленин в своей телеграмме Башревкому от 30 января 1920 года назвал Соглашение Башконституцией.

### Проект Конституции 1920 года
В начале 1920 года Башревком через съезд Советов республики решило провести принятие собственной Конституции Башкирской республики. Для этого в начале апреля 1920 года, на основании Конституции РСФСР 1918 года, началась подготовка к созыву I Всебашкирского съезда Советов, который планировали провести 20 мая 1920 года. 9 апреля 1920 года при Башревкома была создана комиссия по разработке Конституции республики для её представления съезду Советов. В состав комиссии вошли А. Валидов, И. Алкин, К. Каспранский, И. Мутин, Р. Петров, Ф. Тухватуллин, Ласточкин, Гест. Комиссия разработала положения «О Совете народных комиссаров БССР», «О Всебашкирском центральном исполнительном комитете», «О Всебашкирском съезде Советов рабочих, крестьянских, красноармейских и казачьих депутатов», «О представительствах Башкирской Советской Социалистической Республики», «Об управлении делами Совета народных комиссаров БСР». Эти положения предусматривали устройство парламентской республики со своим правительством в лице СНК Башкирской АССР, который был ответственным перед представительным органом — БашЦИК и съездом Сонетов депутатов. Однако комиссия по разработке Конституции Башкирской республики не смогла довести до конца порученное дело, так как её председатель Валидов 28 апреля был вызван в Москву, а центральные власти взяли под свой контроль дело определения конституционно-правовых норм взаимоотношений федеральных властей с Башкирской республики. В мае во ВЦИК работала комиссия, которая разрабатывала Положение о внутреннем устройстве Башкирской Советской Республики, на заседания которой приглашался и Валидов. Однако центральные власти лишь в одном вопросе поддержали просьбу Валидова: Артём (Сергеев) и Ф. Самойлов по благовидным причинам были отозваны из автономной республики, вместо них были направлены П. Викман и П. Мостовенко.
Проект Конституции 1920 года состоит из четырёх разделов: «Общие положения Конституции БСР», «Конструкция центральной власти Башкирской республики и её территория», «О местных органах власти Автономной Башкирской Советской Республики», «Активное и пассивное избирательное право». Эти разделы объединяют 12 глав и 235 статей.
Однако в связи с принятием декрета ВЦИК и СНК РСФСР от 19 мая 1920 года «О государственном устройстве Автономной Советской Башкирской Республики» и отставкой членов Башревкома работы по разработке и принятию Конституции были остановлены. 29 апреля 1921 года Президиум Башкирского ЦИК принял резолюцию, в которой указывалось таким образом: «Выработку конституционного законопроекта БСР поручить комиссии в составе Председателя БашЦИК,
Председателя Совнаркома и наркома внутренних дел с правом кооптации компетентных сил». В дальнейшем проект Конституции 1920 года неоднократно пересматривался, дополнялся и в конце концов стал основой для создания проекта Конституции 1925 года.

### Конституция БССР 1925 года
Проект утверждён 27 марта 1925 года V Всебашкирским съездом Советов (Текст Конституции Башкирской ССР не был утверждён ВЦИК РСФСР и Съездом Советов РСФСР.).
Статья 1. Башкирия является автономной республикой Совета рабочих, крестьянских и красноармейских депутатов, свободно входящей в состав РСФСР и через неё объединяющейся в Союз Социалистических Республик, свободно определяющей форму своих взаимоотношений с общефедеративной властью и форму участия в общефедеративном правительстве РСФСР.

### Конституция 1937 года
23 июня 1937 года вслед за принятием Конституции РСФСР 1937 года чрезвычайным Х съездом Советов Башкирской АССР была принята Конституция Башкирской АССР (утверждена 2 июля 1940 ВС РСФСР).
Статья 1. Башкирская Автономная Советская Социалистическая Республика есть социалистическое государство рабочих и крестьян.

### Конституция 1978 года
Принята 30 мая 1978 года внеочередной VIII сессия Верховного Совета Башкирской АССР.
Статья 1. Башкирская Автономная Советская Социалистическая Республика есть социалистическое общенародное государство, выражающее волю и интересы рабочих, крестьян и интеллигенции, трудящихся республики всех национальностей.

### Конституция 1993 года
Конституция Республики Башкортостан принята Верховным Советом Республики Башкортостан 24 декабря 1993 г. за N ВС-22/15. Республика провозглашена демократическим правовым государством, которое строит свои отношения с Российской Федерацией на основе двусторонних договоров и соглашений и её равноправным субъектом.
3 ноября 2000 года Государственное Собрание — Курултай Республики Башкортостан приняло Закон Республики Башкортостан «О внесении изменений и дополнений в Конституцию Республики Башкортостан». 3 декабря 2002 года принятием Закона «О внесении изменений и дополнений в Конституцию Республики Башкортостан» фактически была завершена начатая весной 2002 года по инициативе Президента Республики Башкортостан конституционная реформа.
Текст Конституции выпущен для населения на территории Республики Башкортостан.

## Состав
Состоит из:
- преамбулы

Мы, многонациональный народ Республики Башкортостан,
 соединённые общей судьбой на своей земле,
 исходя из общепризнанного права народов на самоопределение, принципов равноправия, добровольности и свободы волеизъявления,
 принимая во внимание, что башкирский народ в XVI веке добровольно присоединился к России, в 1919 году на основе Соглашения Центральной Советской Власти России с Башкирским правительством о советской автономии Башкирии в результате реализации права башкирской нации на самоопределение была образована Башкирская автономная республика в составе РСФСР, преобразованная в 1990 году в Республику Башкортостан в соответствии с Декларацией о государственном суверенитете Республики Башкортостан, 
основываясь на Конституции Российской Федерации и Договоре Российской Федерации и Республики Башкортостан «О разграничении предметов ведения и взаимном делегировании полномочий между органами государственной власти Российской Федерации и органами государственной власти Республики Башкортостан», 
свидетельствуя уважение к правам и свободам человека и гражданина, всех народов, 
сознавая ответственность за свою республику перед нынешним и будущими поколениями, 
стремясь обеспечить достойную жизнь, гражданский мир и межнациональное согласие, 
принимаем в лице своих полномочных представителей Конституцию Республики Башкортостан.

- 2 разделов
- 11 глав
- и 126 статей

Республика Башкортостан является демократическим правовым государством в составе Российской Федерацией и выражает волю и интересы всего многонационального народа республики. Наименования «Республика Башкортостан» и «Башкортостан» признаются равнозначными.
Государственность Республики Башкортостан обладает всей полнотой государственной власти вне пределов ведения Российской Федерации и полномочий Российской Федерации по предметам совместного ведения Российской Федерации и Республики Башкортостан. Республика Башкортостан имеет свою территорию, население, систему органов государственной власти, свою Конституцию и законодательство, а также государственные языки и государственные символы Республики.
Статус Республики Башкортостан и границы территории Республики могут быть изменены только с согласия Республики Башкортостан. Государственными языками Республики Башкортостан признаются башкирский и русский языки.

Глава I
 ОСНОВЫ КОНСТИТУЦИОННОГО СТРОЯ
 РЕСПУБЛИКИ БАШКОРТОСТАН

Статья 1
Республика Башкортостан является демократическим правовым государством в составе Российской Федерации, выражающим волю и интересы всего многонационального народа республики. Наименования «Республика Башкортостан» и «Башкортостан» равнозначны.
Государственность Республики Башкортостан обладает всей полнотой государственной власти вне пределов ведения Российской Федерации и полномочий Российской Федерации по предметам совместного ведения Российской Федерации и Республики Башкортостан, имеет свою территорию, население, систему органов государственной власти, свою Конституцию и законодательство, а также государственные языки и государственные символы Республики Башкортостан.
Статус Республики Башкортостан и границы её территории могут быть изменены только с согласия Республики Башкортостан.
Государственными языками Республики Башкортостан являются башкирский и русский языки.

Статья 2 
Человек, его права и свободы являются высшей ценностью в Республике Башкортостан. Признание, соблюдение и защита прав и свобод человека и гражданина — обязанность Республики Башкортостан как государства.
Глава 2 Права, свободы и обязанности человека и гражданина.
Глава 3 Административно-территориальное устройство и столица Республики Башкортостан.
Глава 4 Законодательная власть.
Глава 5 Исполнительная власть.
Глава 6 Местные органы государственной власти Республики Башкортостан.
Глава 7 Судебная власть.
Глава 8 Местное самоуправление.
Глава 9 Финансы и бюджет.
Глава 10 Государственные символы Республики Башкортостан.
Глава 11 Порядок внесения изменений и дополнений в конституцию Республики Башкортостан.

## Особенности Конституции Республики Башкортостан

Герб Республики Башкортостан

В Республике Башкортостан признаются и обеспечиваются равной защитой частная, государственная, муниципальная и иные формы собственности.
Государственными языками Республики Башкортостан являются башкирский и русский языки. Глава Республики Башкортостан обязан владеть государственными языками Республики Башкортостан.
Каждый вправе определять и указывать свою национальную принадлежность. Никто не может быть принуждён к определению и указанию своей национальной принадлежности.
Государственный герб Республики Башкортостан: изображение памятника Салавату Юлаеву на фоне восходящего Солнца и его лучей, обрамлённый национальным орнаментом c изображениями соцветия курая, лентой, окрашенной в цвета Государственного флага Республики Башкортостан, с надписью по белому полю «Башкортостан».
Государственный флаг Республики Башкортостан: трёхцветное полотнище, состоящее из горизонтальных равновеликих по ширине полос: верхняя полоса синего цвета, средняя — белого и нижняя — зелёного цвета. В центре белой полосы золотистым цветом изображена эмблема — круг, внутри которого находится стилизованный цветок курая, состоящий из семи лепестков.

## Конституционный Суд Республики Башкортостан
С 27 марта 1996 года по 1 января 2023 года в РБ действовал Конституционный Суд Республики Башкортостан, в состав которого входили четыре судьи, избранные сроком на десять лет (в настоящее время — трое судей, назначенных на должность на срок 12 лет).
Задачи конституционного суда РБ:
- осуществлять правовую охрану высшей юридической силы Конституции Республики Башкортостан по вопросам, отнесённым к ведению Республики Башкортостан,
- разрешать дела о конституционности законов и иных нормативных правовых актов, принятых органами публичной власти, посредством абстрактного и конкретного нормоконтроля по письменным запросам, ходатайствам и жалобам заявителей,
- давать толкование Конституции Республики Башкортостан,
- рассматривает конституционно-правовые вопросы, по своей юридической природе, характеру и последствиям, являющиеся конституционными и отнесённые к его компетенции законоположениями,
- применять в сфере своей юрисдикции фундаментальные принципы судопроизводства, принцип верности федерации.